# Bejrutski suki
Bejrutski suki (arabsko أسواق بيروت) so glavno trgovsko okrožje v Osrednjem okrožju Bejruta. Z več kot 200 trgovinami, 25 restavracijami in kavarnami, zabaviščnim centrom, kompleksom 14 kinematografov, občasnimi uličnimi tržnicami in prihajajočo veleblagovnico je to največje in najbolj raznoliko območje nakupovanja in prostega časa v Bejrutu. Tu so tudi trgi in javni prostori. Bejrutski suki, ki so jih oblikovali mednarodni in libanonski arhitekti v petih ločenih naročilih, ponujajo 128.000 kvadratnih metrov pozidanega območja, prepredenega z urejenimi conami za pešce.
Suki so bili v preteklosti v trgovskem središču Bejruta. Med libanonsko državljansko vojno so bile močno poškodovane, Solidere pa jih je obnovil v skladu s staro rimsko-grško ulično mrežo, pri čemer so ohranili zgodovinske znamenitosti in predvojna imena ulic.

## Zgodovina
Rekonstrukcija Bejrutskih sikov oživi vidike starodavnega uličnega omrežja, ki izhaja iz rimskih časov... Stanovanjski bloki so ustvarili ortogonalni ulični načrt, ki je preživel stoletja in je še vedno prisoten v trasi Suk Tawila. Območje Sukov s svojimi nakupovalnimi stebrišči in vilami je cvetelo v rimsko-bizantinskem času, vse do leta 551 našega štetja, ko ga je uničil potres. Solidere
Suk al-Tawileh in Suk al-Džamil sta bili priljubljeni nakupovalni destinaciji pred državljansko vojno in so ju obiskovali tako Libanonci kot Evropejci, saj so bili v njih modni butiki in hiše visoke mode, medtem ko je Suk al-Frandž deloval kot največja libanonska tržnica sadja, zelenjavne in cvetja.

### Uničenje
Med libanonsko državljansko vojno je bil Bejrut prizorišče hudih bitk med sprtimi frakcijami; po nekaj mesecih spopadov je kratka prekinitev ognja septembra 1975 lastnikom podjetij v osrednjem okrožju Bejruta omogočila evakuacijo premoženja svojih trgovin, preden so se spopadi nadaljevali in središče Bejruta, vključno z njegovimi tržnicami, spremenili v ostrostrelsko patruljirano nikogaršnjo zemljo. Oktobra 1975 so se spopadi razširili na tržnice, strelci so razstrelili trgovine in druge zažgali. Uničenje tržnic je enako prizadelo krščanske in muslimanske trgovce. Bitka pri tržnicah je trajala 2 meseca in pol do decembra 1975, preden se je razširila na stanovanjsko območje Ras Bejruta. Spomladi 1983 je bil Antoun Bey Khan, zgodovinski karavanseraj in znamenitost tržnic, porušen, da bi očistili pogled proti morju.

### Rekonstrukcija
Obnova osrednjega okrožja Bejruta se je začela takoj, ko je leta 1990 orožje utihnilo. Libanonski svet za razvoj in obnovo je naročil Dar Al-Handasah, naj pripravi glavni načrt za obnovo propadajočega osrednjega okrožja. Henri Eddeh, višji načrtovalec arhitektov pri Dar al-Handasah, je predlagal popolno rušenje zgodovinskega mestnega jedra, ki naj bi ga nadomestili s sodobnimi stavbami in infrastrukturo.
Zamisel o uničenju celotne mestne krajine z buldožerji je sprožila burno polemiko v intelektualnih krogih in vsesplošno nasprotovanje glavnemu načrtu je privedlo do sprejetja alternativne strategije, katere cilj je bil ohraniti in obnoviti tisto, kar bi bilo mogoče rešiti od zgodovinskih stavb v Bejrutu. Nov glavni načrt, ki ga je izrisal libanonski arhitekt Jad Tabet, je odobril libanonski parlament in njegovo izvajanje se je začelo septembra 1994; zasebno delniško družbo (Solidere) je ustanovila libanonska vlada za upravljanje celotnega procesa obnove in rehabilitacije osrednjega okrožja Bejruta. Razen posebnih znamenitosti, ki so bile pozneje rešene in obnovljene, je bil velik del srednjeveških stavb sukov preveč poškodovanih, da bi jih bilo mogoče rešiti. Praznina, ki je nastala zaradi uničenja sukov, je pustila vrzel v identiteti Bejruta, Solidere je skušal vrniti zgodovinsko komercialno funkcijo sukov v središču Bejruta in pritegniti trgovsko skupnost, ki je med 16-letno državljansko vojno pobegnila na obrobje. Solidere je sprožil mednarodni natečaj za načrtovanje za obnovo tržnic ob upoštevanju prvotne helenistične ulične mreže, ki je bila značilna za stare tržnice in zgodovinske znamenitosti tega območja. Na natečaju sta zmagala José Rafael Moneo Vallés, ki je zasnoval južni suk, in britanski arhitekt Kevin Dash, ki je zasnoval Gold suke. Gradnja sukov je bila zaupana libanonskemu podjetju Hourie. Glavni načrt za Bejrutske suke je bil potrjen z ministrskimi odloki pred začetkom projekta obnove.[10] Stroški rekonstrukcije so bili ocenjeni na 100 milijonov dolarjev, trajanje del pa med 18 meseci in 2 leti. Suki naj bi se odprli leta 2000, vendar je bila otvoritev preložena zaradi zamud pri izdaji dovoljenj, povezanih s političnimi vprašanji; medtem je potekala gradnja podzemnega parkirišča. Leta 2004 je Solidere prejel licenco in po vojni poleti 2006 in politični nestabilnosti, ki je sledila, so se dela na tržnicah začela zadrževati.

### Otvoritev
Bejrutski suki so bili odprti za javnost 2. oktobra 2009 po 10-letni zamudi zaradi politične nestabilnosti. Odprtje Gold Suka je bilo odloženo tudi zaradi finančnih nesoglasij med sindikatom Expert Goldsmiths and Jewelers v Libanonu in Solidere. Obiskovalci so se na dan otvoritve potepali po nekaj odprtih trgovinah, medtem ko so gradbena dela še potekala.

## Lokacija
Bejrutski suki so v Osrednjem okrožju Bejruta, razmejuje jih avenija Mir Majid Arslan na severu, ulica Rue Weygand na jugu, Patriarch Howayek na zahodu in ulica Allenby na vzhodu.

## Arhitektura in opis
Novi suki so nizek kompleks iz dveh delov: južne tržnice in severne tržnice. Suke so v petih različnih naročilih zasnovali mednarodni in libanonski arhitekti. Ponujajo 163.010 kvadratnih metrov površine in 17.307 kvadratnih metrov površin za pešce, ki sledijo starogrški ulični mreži.

### Južne tržnice
Južne suke je zasnoval Rafael Moneo v sodelovanju s Samirjem Khairallahom, medtem ko sta Gold suk oblikovala Kevin Dash in njegov libanonski kolega Rafic Khoury. Suki so bili zasnovani kot med seboj povezani odprti prostori s številnimi dostopnimi točkami; vzdolž dolgih obokanih nakupovalnih ulic in arkad je 200 trgovin, 49 od teh trgovin pa se nahaja na tržnici Gold Souk. Novi suki so ohranili svojo helenistično postavitev ulične mreže ter svoja zgodovinska imena; to so: Souk al Tawila (dolgi souk), Souk Arwam, Souk Jamil, Souk Ayyass, Souk Sayyour, Souk Bustros in Souk Arwad.

### Ohranjanje
Soliderejev načrt je ohranil dediščino, ki so jo zapustile različne civilizacije in označuje zgodovinsko lokacijo bejrutskih tržnic od feničanskega obdobja do francoskega mandata. Arheološke najdbe, najdene v sukih, ki so bile obnovljene, vključujejo starodavno feničansko komercialno četrt, srednjeveški jarek, koransko medreso mameluka Ibn Iraka Al Dimashqija in bizantinske mozaike, izkopane na mestu.

## Nagrade
Bejrutski suki so leta 2009 prejeli nagrado Capital Issues Award v kategoriji arhitekturne odličnosti. Nagrado je 22. decembra 2009 v imenu Solidere prevzel Angus Gavin.

## Incidenti
15. septembra 2020 je v stavbi Zahe Hadid v Bejrutskih sukih blizu mestnega pristanišča izbruhnil požar, a so ga hitro pogasili.